# Orchestra Sinfonica Siciliana
L'Orchestra Sinfonica Siciliana è una fondazione culturale italiana con sede a Palermo, considerata una delle più importanti e prestigiose orchestre in Italia.

## Storia
L'orchestra venne istituita nel 1951, su iniziativa di alcuni membri dell'orchestra del Teatro Massimo di Palermo, mediante una legge del Parlamento regionale. Divenne tuttavia un'orchestra stabile solo dal 1958.
Per perseguire obiettivi di carattere qualitativo, gli stessi musicisti fecero inserire nello statuto una norma che prevedeva una verifica triennale del personale artistico. Già dai primi concerti l'orchestra incontrò un notevole successo, suonando sotto la direzione di importanti direttori d'orchestra quali Georges Sébastian e Jean Martinon. L'orchestra fu subito invitata a partecipare alle celebrazioni del centenario pucciniano a Torre del Lago, ottenendo consensi dalla critica giornalistica e dal pubblico.
Nel 1959 fu nominato come direttore artistico dell'Orchestra Sinfonica Siciliana Ottavio Ziino, che diede vita alle "Giornate di Musica Contemporanea" e alle "Settimane Internazionali di Nuova Musica", facendo di Palermo e dell'Orchestra Sinfonica Siciliana un punto di riferimento internazionale per le avanguardie musicali e culturali per un ventennio.

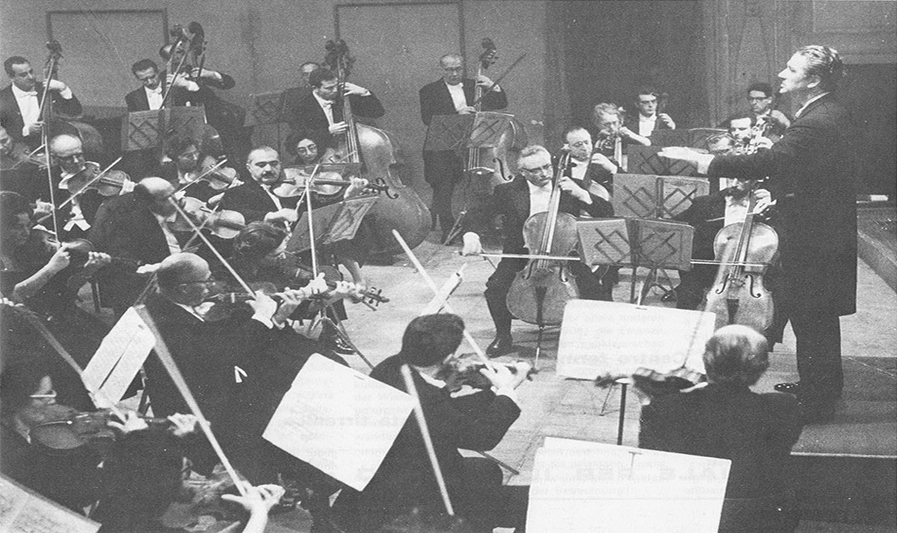
Celibidache sul podio dell'Orchestra Sinfonica Siciliana

Ottavio Ziino ebbe inoltre il merito di chiamare alla direzione dell'orchestra Sergiu Celibidache. Celibidache si stabilì a Palermo, comprando casa a Lipari. Nei quasi venticinque anni della direzione di Celibidache furono numerosi i successi in Italia e all'estero.
Dal 1970 e al 1995 la direzione artistica venne affidata a Roberto Pagano.
Nel 1986 l'orchestra è chiamata a incidere per la casa discografica EMI la versione originale de I puritani di Vincenzo Bellini presso il Teatro Petruzzelli di Bari.
Nel 1996/1997 la direzione è affidata al critico musicale Mario Messinis. Nella stagione concertistica dello stesso anno del suo insediamento vennero trasmesse da Rai Tre le rassegne di concerti dedicati ad Anton Webern e Karlheinz Stockhausen, definite dalla critica specializzata "esempio di impegno culturale che la Sicilia tramite la sua orchestra lascia ai posteri".
Nella primavera del 1996 l'orchestra è stata invitata come prima orchestra italiana a suonare in Cina eseguendo di Ravel Ma Mère l'Oye, Pavane pour une Infante Defunte, il Bolero e il Concerto per pianoforte e orchestra n. 1 di Čajkovskij (solsita Lazar Berman). La tournée proseguì nelle principali sale concerti giapponesi: Tokyo Bunka Kaikan, Seitoku Gakuen Kawanami Kinen Koko, Mie-ken Sogo Bunka Center e Symphony Hall di Osaka.
Dal 2001 l'orchestra ha la sua sede presso il Teatro Politeama.
L'Orchestra Sinfonica Siciliana partecipa annualmente alle Settimane "Internazionali di Musica Sacra" di Monreale ed è stata presente alle "Orestiadi di Gibellina", alle "Estati di Taormina", al Luglio Musicale Trapanese, al "Festival Internazionale di Dublino", al "Festival dei Due Mondi" di Spoleto, al "Festival di Wiesbaden", al "Bach Festiva" di Oxford, al Festival di Nuova Consonanza di Roma, alla Biennale di Venezia. Ampi consensi e giudizi lusinghieri da parte della stampa specializzata ha ottenuto in seguito alle tournées con la direzione di Gabriele Ferro (direttore stabile dal 1979 per oltre quindici anni) a Praga (Festival Internazionale, 1993) e in Giappone ed in Cina (primavera 1996; è stata la prima orchestra italiana ad esibirsi a Pechino). Nel 1998 ha inoltre partecipato al Festival Pianistico Internazionale di Bergamo e Brescia e nel 2000 al Festival Internazionale di Ravello.

## Direttori
Nel corso della sua Storia, l'orchestra ha ospitato alcune delle più illustri bacchette della seconda metà del Novecento, da Igor Stravinski a Sergiu Celibidache, da Riccardo Chailly fino a Antal Dorati, Sir John Barbirolli, Pierre Monteux, Riccardo Muti, Georges Prêtre. È inoltre stata diretta da Alexander Frey, Franz Welser-Möst, Hermann Scherchen, Yuri Temirkanov, Darius Milhaud, Krzysztof Penderecki, Yuri Ahronovich, Herbert Albert, Rudolf Barshai, Gary Bertini, Jansug Kakhidze, Alain Lombard, Daniel Oren, Zoltán Peskó, Hubert Soudant, Michel Plasson, Ernest Bour, Lothar Koenigs, Yoel Levi, George Pehlivanian, Rafael Frühbeck de Burgos, Emanuel Krivine, Vladimir Delman, Carl Melles, Paul Strauss, Mario Venzago, Gabriele Ferro, Ottavio Ziino, Efrem Kurz, Günter Neuhold, Ennio Morricone, Gunther Theuring, Ernst Bour, Aldo Ceccato, Ferdinand Leitner, Peter Maag, Juraj Valčuha, Thomas Sanderling, Spiros Argiris, Oleg Caetani, Martin Sieghart, Vittorio Gui, Christian Arming, Hartmut Haenchen, Pierre Dervaux, Pinchas Steinberg, Victor Yampolsky, David Machado, Hans Graf, Donato Renzetti, Milan Horvat, Bernhard Kontarsky, Gerard Korsten, Marcello Panni, Meir Minsky, Lev Markiz, Roberto Abbado, Daniel Nazareth, Hans Vonk, Isaak Karabtchevsky, Arturo Tamayo, Flavio Emilio Scogna, Alun Francis, Jacek Kaspszyk, Hans Paul Decker, Alexander Rahbari, Cristóbal Halffter, Antoni Ros Marbà, Ed Spanjard, Franco Caracciolo, Mark Gorenstein, Corneliu Dumbraveanu, Arthur Fagen, Michel Tabachnik, Denis Vaughan, Bruno Weil, Anton Kolar, Massimo de Bernard, Daniel Nazareth, Marc Albrecht, Muhai Tang, Alexander Schwinck, Leif Segerstam, Antonio de Almeida, Gilbert Varga, Gabor Ötvös, Philippe Entremont, Nada Matosevic, Gianandrea Noseda, Balasz Kocsar, Mats Liljefors, Claudio Desderi, Alexander Titov, Arpad Joo, Reynald Giovaninetti, Yuri Bashmet, Daniel Lipton, David Honeyball, Ondrej Lenard, Enrique Batiz, Jean-Claude Casadeus, Anton Guadagno, Stephen Kovacevic, Moshe Atzmon, Heiko Mathia Förster, Emilio Pomarico, Vaclav Neumann, Jacek Kaspszyk, Emil Tabakov, György Györivanyi Rath, Arnold Oestman, Stanislaw Skrowaczewski, Antoni Wit, Jan Krenz, Stephen Harrap, Franco Mannino, José Serebrier, Peter Csaba, Tadeusz Strugala, Wojciech Michniewski, Serge Baudo, Vittorio Parisi, John Neschling, Lucas Vis, Joav Talmi, Michi Inoue, Enrique Mazzola, Valery Afanassiev, Friedrich Haider, George Cleve, Carlos Kalmar, Walter Attanasi, Maxim Šostakovič, Lü Jia, Elio Boncompagni, Ennio Morricone, Paolo Olmi, Heinz Fricke, En Shao, Christoph Campestrini, Jean Fournet, Donald Appert, Ilarion Ionescu Galati, Wolfgang Gönnenwein, David Shallon, Carls Melles, Víctor Pablo Pérez, Antonio Ballista, Hermann Scherchen, Nello Santi, Giuseppe Grazioli, Guido Maria Guida, Piero Bellugi, Bruno Aprea, Ed Spanjard, Grzegorz Nowak, Pavel Kogan, Alessandro Siciliani, David Geringas, Richard Hickox, Matthias Bamert, Bruno Bartoletti, Christoph Eschenbach, Balazs Kocsar, Julius Rudel, Vladimir Ponkin, Yves Abel, Eugene Kohn, Yoshikazu Fukumura, Christopher Franklin, Will Humburg, Theodore Kuchar, Misha Damev, Pinchas Steinberg.

## Solisti ospiti
Numerosi solisti di fama internazionale hanno collaborato con l'Orchestra Sinfonica Siciliana, tra cui Alessandro Baccini, Narciso Yepes, Martha Argerich, Nikita Magaloff, Uto Ughi, Michele Campanella, Anne-Sophie Mutter, Igor Oistrakh, Rudolf Koelman, Maurice André, Ivo Pogorelić, Maurizio Pollini, Salvatore Accardo, André Watts, Jörg Demus, Aldo Ciccolini, Boris Petrushansky, Joshua Bell, Anne Akiko Meyers, Gidon Kremer, Alexander Toradze, Sergej Krylov, Barry Douglas, Boris Belkin, Kevin Kenner, Grigori Zhislin, Evelyn Glennie, François-Joël Thiollier, Silvia Marcovici, Enrico Dindo, Mario Brunello, Raina Kabaivanska, Chris Merritt, Andrea Lucchesini, John Harle, Nelson Freire, Bruno Canino, Grigory Sokolov, Giuseppe Andaloro, Giovanni Sollima, Silvia Marcovici, Antonio Ballista, Christa Ludwig, Maria Tipo, Mario Brunello, Georg Mönch, Alicia de Larrocha, Hermann Prey, Daniela Dessì, Bernadette Manca di Nissa, Giuseppe Gibboni.

## Organico dell'orchestra
• VIOLINI
Andrea Cirrito, Sergio Guadagno, Fabio Mirabella, Antonino Alfano, Giorgia Beninati, Sergio Di Franco, Cristina Enna, Gabriella Federico, Debora Fuoco, Francesco Graziano, Francesca Iusi, Domenico Marco, Giulio Menichelli, Edit Milibak, Salvatore Petrotto, Martina Ricciardo, Francesca Richichi, Luciano Saladino, Ivana Sparacio, Salvatore Tuzzolino.
• VIOLE
Vincenzo Schembri, Claudio Laureti, Renato Ambrosino, Giuseppe Brunetto, Gaetana Bruschetta, Giorgio Chinnici, Alessio Corrao, Roberto De Lisi, Roberto Presti. 
• VIOLONCELLI
Enrico Corli, Francesco Giuliano, Domenico Guddo, Loris Balbi, Claudia Gamberini, Sonia Giacalone, Daniele Lorefice, Giancarlo Tuzzolino, Giovanni Volpe.
• CONTRABBASSI
Damiano D'Amico, Vincenzo Graffagnini, Francesco Monachino, Giuseppe D'Amico, Paolo Intorre, Francesco Mannarino.
• FLAUTI
Floriana Franchina, Claudio Sardisco, Debora Rosti.
• OBOI
Gabriele Palmeri, Stefania Tedesco, Grazia D'Alessio.
• CLARINETTI
Alessandro Cirrito, Gregorio Bragioli, Tindaro Capuano, Innocenzo Bivona.
• FAGOTTI
Carmelo Pecoraro, Giuseppe Barberi, Massimiliano Galasso.
• CORNI
Riccardo De Giorgi, Antonio Bascì, Rino Baglio, Gioacchino La Barbera.
• TROMBE
Giuseppe M. Di Benedetto, Giovanni Guttilla, Francesco Paolo La Piana, Antonino Peri.
• TROMBONI
Calogero Ottaviano, Giovanni Miceli, Andrea Pollaci.
• TUBA
Salvatore Bonanno.
• TIMPANI E PERCUSSIONI
Tommaso Ferrieri Caputi, Antonio Giardina, Massimo Grillo, Giuseppe Mazzamuto, Giuseppe Sinforini.
• ARPA
Laura Vitale.
• PIANOFORTE
Riccardo Scilipoti.

## Coro di Voci Bianche
Nato nel 2009, ha debuttato al Duomo di Monreale per la 53ª Settimana Internazionale di Musica Sacra interpretando L’Arca di Noè di Britten e Passaggi di Tempo di Kancheli con la partecipazione di Franco Battiato. È stato poi impegnato a partire dalla stagione 2010/2011 nelle produzioni di Tosca, Il piccolo spazzacamino, Carmina Burana nonché negli annuali Concerti di Natale dal 2010 al 2024 e nei Concerti Disney 2012 e 2013. Nel 2015 ha preso parte alla prima esecuzione del Canto della Santuzza di Lucina Lanzara e messo in scena nuovamente L’Arca di Noé di Britten; nel 2016 Brundibár di Hans Krása e Cenerentola Azzurro di Giovanni Sollima; nel 2017 La Maschera di Virginio Zoccatelli, Scene da Pollicino di Hans Werner Henze, In the wood di Riccardo Scilipoti e per la Settimana di Musica Sacra di Monreale The Armed Man, a Mass for Peace di Karl Jenkins. Nel 2018 è stato protagonista della prima assoluta dell’opera per ragazzi Il tenace soldatino di stagno di Marcello Biondolillo, della prima assoluta dello spettacolo Il bambino Giovanni Falcone di Giuseppe Mazzamuto e dell’opera di Nino Rota Lo scoiattolo in gamba.
È stato inoltre protagonista al Festino di Santa Rosalia e ha partecipato al concerto in Piazza Castelnuovo in occasione della visita di Papa Francesco a Palermo. Nella stagione 2018/2019 ha preso parte a West Side Story di Leonard Bernstein, a Carnevale in danza e allo spettacolo Carillon, la scatola sonora con Salvo Piparo. Nel 2019 ha partecipato al Concerto per pubblico e orchestra di Nicola Campogrande. Dopo la lunga sosta causata dalla pandemia del Covid-19, il Coro ha ripreso l’attività con l’esecuzione nel mese di ottobre 2021 di un applauditissimo concerto al Duomo di Monreale in occasione della 63ma edizione della Settimana Internazionale di Musica Sacra. Nel 2022 è stato tra i protagonisti dell’opera di Ermanno Wolf-Ferrari La vita nuova e ha inaugurato nel mese di giugno la stagione estiva della Fondazione in Piazza Ruggiero Settimo nonché nel mese di ottobre ha partecipato alla 64ma edizione della Settimana Internazionale di Musica Sacra di Monreale. Nel 2023 è stato protagonista della nuova versione per coro di voci bianche della fiaba musicale Il sole di chi è? di Silvia Colasanti su testo di Roberto Piumini, di un concerto in stagione andato in scena al Politeama Garibaldi il 9/10 giugno e ha preso parte il 17 ottobre alla 65ma Settimana di Musica Sacra di Monreale. Nel 2024 ha messo in scena Brundibár di Hans Krása, ha partecipato a due concerti della stagione estiva della Fondazione, al concerto inaugurale della 66a Settimana di Musica Sacra di Monreale (Dante-Symphonie di Liszt) diretto da Daniel Smith. All'Inaugurazione della stagione 2024/25 (Sinfonia n.3 di Mahher) andata in scena l'8/9 novembre con la direzione di Hartmut Haenchen e nel 2025 è stato protagonista dell'opera didattica "Colui che dice sì e colui che dice no" di Brecht/Weill.
Il Coro di Voci Bianche della Fondazione è diretto da Riccardo Scilipoti.